# Mallotus leucocarpus
Mallotus leucocarpus är en törelväxtart som först beskrevs av Wilhelm Sulpiz Kurz, och fick sitt nu gällande namn av Airy Shaw. Mallotus leucocarpus ingår i släktet Mallotus och familjen törelväxter. Inga underarter finns listade i Catalogue of Life.